# Sjöfararkapellet i Lemböte
Sjöfararkapellet som ligger i Lemböte på Lemland, Åland är helgat åt Sankt Olof.  Kapellet uppfördes under medeltiden vid en naturligt skyddad hamn som nu kallas Kapellviken.

## Historia
Lynæbøte omnämns i det danska itinerariet, nedtecknat någon gång vid mitten av 1200-talet och var en anhalt vid segelleden mellan Danmark och Baltikum via Sverige och Finland som numera går under beteckningen Kung Valdemars segelled. Här gick sjöfararna iland för att vila eller be och kanske offra en slant för en lyckosam färd. Farleden minskade i betydelse under 1500-talet när man med större skepp började segla direkt över Östersjön. Kapellet besöktes allt mindre och övergavs med tiden. 
Enligt historien beslagtog Gustav Vasa en förgylld kalk och därefter finns inga uppgifter om kapellet.

## Kyrkobyggnaden
Kapellet uppfördes i röd granit under slutet av 1200-talet eller runt 1370. De ursprungliga väggarna är delvis raserade.  Inne i kapellet hittade man år 1840 en silverskatt med 270 silvermynt från samma tid. Kapellet, som består av ett enda rum, mäter 7 x 5,3 m. Kapellets rymliga gård omges av en cirkelformad ringmur av kallmurad natursten.

## Idag
Efter att kapellet hade övergivits började förfallet men 1892 började man restaurera den förfallna ruinen. Idag fungerar kapellet åter som en gudstjänstlokal sommartid.